# 石峰大桥
石峰大桥（又名株洲二桥）位于湖南省株洲市，连接该市的石峰区和天元区的跨越湘江的拱桥，同时也是继株洲大桥之后的株洲市的第二座跨越江大桥，也是当时中国最长的联拱箱肋拱公路桥，被誉为“神州第一跨”。石峰大桥于1999年10月动工，2002年10月5日建成通车。全长1946米，跨径按照3×70+3×94+5×70布置，净宽28米，双向六车道设计，总投资达2.34亿元。